# Liste des kabupaten et kota d'Indonésie
Cet article recense les kabupaten et kota d'Indonésie.

## Généralités
L'Indonésie est subdivisée au 1er niveau en provinces (ou régions spéciales), elle-même subdivisées au 2e niveau en kabupaten (anciennes régences, équivalentes aux départements, appelés sagoe dans la province spéciale d'Aceh) ou kota (villes, appelées banda dans la province spéciale d'Aceh). Les kabupaten (ou sagoe) et les kota (ou banda) ont un exécutif, respectivement bupati (préfet), ainsi qu'un walikota (maire) et un organe législatif (DPRD) élus au suffrage direct pour 5 ans (sauf dans le district spécial de Jakarta où les kabupaten et les kota sont réunis dans une assemblée unique). Ils sont à leur tour subdivisés en kecamatan ou districts.
La différence entre un kabupaten (ou sagoe) et un kota (ou banda) tient essentiellement à la démographie, la taille et l'économie : en général, un kabupaten (ou sagoe) est plus grand et plus rural qu'un kota (ou banda) qui est plus densément peuplé, essentiellement urbain et plutôt tourné vers des activités économiques non liées à l'agriculture.

## Statistiques des subdivisions de deuxième niveau par province (ou région spéciale)
L'Indonésie compte 399 kabupaten ou sagoe (dont 1 kabupaten administratif sans assemblée territoriale à Jakarta) et 98 kota ou banda (dont 5 kota administratifs sans assemblée territoriale à Jakarta).
| Province ou région spéciale                             | Kabupaten         | Kota               | Total |
| ------------------------------------------------------- | ----------------- | ------------------ | ----- |
| Aceh (province à statut spécial)                        | 18 (sagoe)        | 5 (banda)          | 23    |
| Bali                                                    | 8                 | 1                  | 9     |
| Îles Bangka Belitung                                    | 6                 | 1                  | 7     |
| Banten                                                  | 4                 | 4                  | 8     |
| Bengkulu                                                | 9                 | 1                  | 10    |
| Gorontalo                                               | 5                 | 1                  | 6     |
| Îles Riau                                               | 5                 | 2                  | 7     |
| Jakarta (district spécial)                              | 1 (administratif) | 5 (administratifs) | 6     |
| Jambi                                                   | 9                 | 2                  | 11    |
| Java central                                            | 29                | 6                  | 35    |
| Java occidental                                         | 17                | 9                  | 26    |
| Java oriental                                           | 29                | 9                  | 38    |
| Kalimantan central                                      | 13                | 1                  | 14    |
| Kalimantan du Sud                                       | 11                | 2                  | 13    |
| Kalimantan occidental                                   | 12                | 2                  | 14    |
| Kalimantan oriental                                     | 10                | 4                  | 14    |
| Lampung                                                 | 12                | 2                  | 14    |
| Moluques                                                | 9                 | 2                  | 11    |
| Moluques du Nord                                        | 7                 | 2                  | 9     |
| Petites îles de la Sonde occidentales                   | 8                 | 2                  | 10    |
| Petites îles de la Sonde orientales                     | 20                | 1                  | 21    |
| Papouasie (province à statut spécial)                   | 8                 | 1                  | 9     |
| Papouasie centrale (province à statut spécial)          | 8                 | 0                  | 8     |
| Papouasie des hautes terres (province à statut spécial) | 8                 | 0                  | 8     |
| Papouasie méridionale (province à statut spécial)       | 4                 | 0                  | 4     |
| Papouasie occidentale (province à statut spécial)       | 5                 | 0                  | 5     |
| Papouasie du Sud-Ouest (province à statut spécial)      | 5                 | 1                  | 6     |
| Riau                                                    | 10                | 2                  | 12    |
| Sulawesi central                                        | 10                | 1                  | 11    |
| Sulawesi du Nord                                        | 11                | 4                  | 15    |
| Sulawesi du Sud                                         | 21                | 3                  | 24    |
| Sulawesi du Sud-Est                                     | 10                | 2                  | 12    |
| Sulawesi occidental                                     | 5                 | 0                  | 5     |
| Sumatra du Nord                                         | 25                | 8                  | 33    |
| Sumatra du Sud                                          | 11                | 4                  | 15    |
| Sumatra occidental                                      | 12                | 7                  | 19    |
| Yogyakarta (territoire spécial)                         | 4                 | 1                  | 5     |
| Total                                                   | 399               | 98                 | 497   |

## Liste des subdivisions de deuxième niveau par île (ou archipel) et par province (ou région spéciale)

### Partie méridionale de l'archipel de Bornéo (Kalimantan)

#### Kalimantan central
La province de Kalimantan central est subdivisée en 13 kabupaten et 1 kota.
| Nom                     | Type      | Chef-lieu      |
| ----------------------- | --------- | -------------- |
| Barito du Sud           | Kabupaten | Buntok         |
| Barito oriental         | Kabupaten | Tamianglayang  |
| Barito du Nord          | Kabupaten | Muarateweh     |
| Gunung Mas              | Kabupaten | Kuala Kurun    |
| Kapuas                  | Kabupaten | Kapuas         |
| Katingan                | Kabupaten | Kasongan       |
| Kotawaringin occidental | Kabupaten | Pangkalan Bun  |
| Kotawaringin oriental   | Kabupaten | Sampit         |
| Lamandau                | Kabupaten | Nanga Bulik    |
| Murung Raya             | Kabupaten | Purukcahu      |
| Palangkaraya            | Kota      | —              |
| Pulang Pisau            | Kabupaten | Pulang Pisau   |
| Sukamara                | Kabupaten | Kuala Pembuang |
| Seruyan                 | Kabupaten | Sukamara       |

#### Kalimantan occidental
La province de Kalimantan occidental est subdivisée en 12 kabupaten et 2 kota.
| Nom            | Type      | Chef-lieu   |
| -------------- | --------- | ----------- |
| Bengkayang     | Kabupaten | Bengkayang  |
| Kapuas Hulu    | Kabupaten | Putussibau  |
| Kayong du Nord | Kabupaten | Sukadana    |
| Ketapang       | Kabupaten | Ketapang    |
| Kubu Raya      | Kabupaten | Sungai Raya |
| Landak         | Kabupaten | Ngabang     |
| Melawi         | Kabupaten | Nanga Pinoh |
| Pontianak      | Kabupaten | Mempawah    |
| Pontianak      | Kota      | —           |
| Sambas         | Kabupaten | Sambas      |
| Sanggau        | Kabupaten | Sanggau     |
| Sekadau        | Kabupaten | Sekadau     |
| Singkawang     | Kota      | —           |
| Sintang        | Kabupaten | Sintang     |

#### Kalimantan oriental
La province de Kalimantan oriental est subdivisée en 7 kabupaten et 3 kota.
| Nom                   | Type      | Chef-lieu     |
| --------------------- | --------- | ------------- |
| Balikpapan            | Kota      | —             |
| Berau                 | Kabupaten | Tanjung Redeb |
| Bontang               | Kota      | —             |
| Kutai occidental      | Kabupaten | Sendawar      |
| Kutai Kartanegara     | Kabupaten | Tenggarong    |
| Kutai oriental        | Kabupaten | Sangatta      |
| Mahakam Ulu           | Kabupaten | Ujoh Bilang   |
| Paser                 | Kabupaten | Tanah Grogot  |
| Penajam Paser du Nord | Kabupaten | Penajam       |
| Samarinda             | Kota      | —             |

#### Kalimantan du Sud
La province de Kalimantan du Sud est subdivisée en 11 kabupaten et 2 kota.
| Nom                 | Type      | Chef-lieu |
| ------------------- | --------- | --------- |
| Balangan            | Kabupaten | Paringin  |
| Banjar              | Kabupaten | Martapura |
| Banjarbaru          | Kota      | —         |
| Banjarmasin         | Kota      | —         |
| Barito Kuala        | Kabupaten | Marabahan |
| Hulu Sungai du Sud  | Kabupaten | Kandangan |
| Hulu Sungai central | Kabupaten | Barabai   |
| Hulu Sungai du Nord | Kabupaten | Amuntai   |
| Kotabaru            | Kabupaten | Kotabaru  |
| Tanah Laut          | Kabupaten | Tanjung   |
| Tabalong            | Kabupaten | Batulicin |
| Tanah Bumbu         | Kabupaten | Pelaihari |
| Tapin               | Kabupaten | Rantau    |

#### Kalimantan du Nord
La province de Kalimantan du Nord est subdivisée en 4 kabupaten et 1 kota.
| Nom         | Type      | Chef-lieu     |
| ----------- | --------- | ------------- |
| Bulungan    | Kabupaten | Tanjung Selor |
| Malinau     | Kabupaten | Malinau       |
| Nunukan     | Kabupaten | Nunukan       |
| Tana Tidung | Kabupaten | Tideng Pale   |
| Tarakan     | Kota      | —             |

### Île de Java

#### Banten
La province de Banten est subdivisée en 4 kabupaten et 4 kota.
| Nom              | Type      | Chef-lieu     |
| ---------------- | --------- | ------------- |
| Cilegon          | Kota      | —             |
| Lebak            | Kabupaten | Rangkasbitung |
| Pandeglang       | Kabupaten | Pandeglang    |
| Serang           | Kabupaten | Serang        |
| Serang           | Kota      | —             |
| Tangerang        | Kabupaten | Tigaraksa     |
| Tangerang        | Kota      | —             |
| Tangerang du Sud | Kota      | Ciputat       |

#### Jakarta (district spécial)
Le district spécial de Jakarta est subdivisé en 1 kabupaten et 5 kota. À la différence des autres provinces, il s'agit de kabupaten et de kota administratifs, sans assemblée territoriale.
| Nom            | Type      | Chef-lieu |
| -------------- | --------- | --------- |
| Îles Seribu    | Kabupaten | Pramuka   |
| Jakarta Centre | Kota      | —         |
| Jakarta Est    | Kota      | —         |
| Jakarta Nord   | Kota      | —         |
| Jakarta Ouest  | Kota      | —         |
| Jakarta Sud    | Kota      | —         |

#### Java central
La province de Java central est subdivisée en 29 kabupaten et 6 kota.
| Nom          | Type      | Chef-lieu    |
| ------------ | --------- | ------------ |
| Banjarnegara | Kabupaten | Banjarnegara |
| Banyumas     | Kabupaten | Purwokerto   |
| Batang       | Kabupaten | Batang       |
| Blora        | Kabupaten | Blora        |
| Boyolali     | Kabupaten | Boyolali     |
| Brebes       | Kabupaten | Brebes       |
| Cilacap      | Kabupaten | Cilacap      |
| Demak        | Kabupaten | Demak        |
| Grobogan     | Kabupaten | Purwodadi    |
| Jepara       | Kabupaten | Jepara       |
| Karanganyar  | Kabupaten | Karanganyar  |
| Kebumen      | Kabupaten | Kebumen      |
| Kendal       | Kabupaten | Kendal       |
| Klaten       | Kabupaten | Klaten       |
| Kudus        | Kabupaten | Kudus        |
| Magelang     | Kabupaten | Mungkid      |
| Magelang     | Kota      | —            |
| Pati         | Kabupaten | Pati         |
| Pekalongan   | Kabupaten | Kajen        |
| Pekalongan   | Kota      | —            |
| Pemalang     | Kabupaten | Pemalang     |
| Purbalingga  | Kabupaten | Purbalingga  |
| Purworejo    | Kabupaten | Purworejo    |
| Rembang      | Kabupaten | Rembang      |
| Salatiga     | Kota      | —            |
| Semarang     | Kabupaten | Ungaran      |
| Semarang     | Kota      | —            |
| Sragen       | Kabupaten | Sragen       |
| Sukoharjo    | Kabupaten | Sukoharjo    |
| Surakarta    | Kota      | —            |
| Tegal        | Kabupaten | Slawi        |
| Tegal        | Kota      | —            |
| Temanggung   | Kabupaten | Temanggung   |
| Wonogiri     | Kabupaten | Wonogiri     |
| Wonosobo     | Kabupaten | Wonosobo     |

#### Java occidental
La province de Java occidental est subdivisée en 17 kabupaten et 9 kota.
| Nom                | Type      | Chef-lieu      |
| ------------------ | --------- | -------------- |
| Bandung            | Kabupaten | Soreang        |
| Bandung            | Kota      | —              |
| Bandung occidental | Kabupaten | Ngamprah       |
| Banjar             | Kota      | —              |
| Bekasi             | Kabupaten | Cikarang       |
| Bekasi             | Kota      | —              |
| Bogor              | Kabupaten | Cibinong       |
| Bogor              | Kota      | —              |
| Ciamis             | Kabupaten | Ciamis         |
| Cianjur            | Kabupaten | Cianjur        |
| Cimahi             | Kota      | —              |
| Cirebon            | Kabupaten | Sumber         |
| Cirebon            | Kota      | —              |
| Depok              | Kota      | —              |
| Garut              | Kabupaten | Garut          |
| Indramayu          | Kabupaten | Indramayu      |
| Karawang           | Kabupaten | Karawang       |
| Kuningan           | Kabupaten | Kuningan       |
| Majalengka         | Kabupaten | Majalengka     |
| Purwakarta         | Kabupaten | Purwakarta     |
| Subang             | Kabupaten | Subang         |
| Sukabumi           | Kabupaten | Pelabuhan Ratu |
| Sukabumi           | Kota      | —              |
| Sumedang           | Kabupaten | Sumedang       |
| Tasikmalaya        | Kabupaten | Singaparna     |
| Tasikmalaya        | Kota      | —              |

#### Java oriental
La province de Java oriental est subdivisée en 29 kabupaten et 9 kota.
| Nom         | Type      | Chef-lieu   |
| ----------- | --------- | ----------- |
| Bangkalan   | Kabupaten | Bangkalan   |
| Banyuwangi  | Kabupaten | Banyuwangi  |
| Batu        | Kota      | —           |
| Blitar      | Kabupaten | Kanigoro    |
| Blitar      | Kota      | —           |
| Bojonegoro  | Kabupaten | Bojonegoro  |
| Bondowoso   | Kabupaten | Bondowoso   |
| Gresik      | Kabupaten | Gresik      |
| Jember      | Kabupaten | Jember      |
| Jombang     | Kabupaten | Jombang     |
| Kediri      | Kabupaten | Kediri      |
| Kediri      | Kota      | —           |
| Lamongan    | Kabupaten | Lamongan    |
| Lumajang    | Kabupaten | Lumajang    |
| Madiun      | Kabupaten | Madiun      |
| Madiun      | Kota      | —           |
| Magetan     | Kabupaten | Magetan     |
| Malang      | Kabupaten | Kepanjen    |
| Malang      | Kota      | —           |
| Mojokerto   | Kabupaten | Mojokerto   |
| Mojokerto   | Kota      | —           |
| Nganjuk     | Kabupaten | Nganjuk     |
| Ngawi       | Kabupaten | Ngawi       |
| Pacitan     | Kabupaten | Pacitan     |
| Pamekasan   | Kabupaten | Pamekasan   |
| Pasuruan    | Kabupaten | Pasuruan    |
| Pasuruan    | Kota      | —           |
| Ponorogo    | Kabupaten | Ponorogo    |
| Probolinggo | Kabupaten | Kraksaan    |
| Probolinggo | Kota      | —           |
| Sampang     | Kabupaten | Sampang     |
| Sidoarjo    | Kabupaten | Sidoarjo    |
| Situbondo   | Kabupaten | Situbondo   |
| Sumenep     | Kabupaten | Sumenep     |
| Surabaya    | Kota      | —           |
| Trenggalek  | Kabupaten | Trenggalek  |
| Tuban       | Kabupaten | Tuban       |
| Tulungagung | Kabupaten | Tulungagung |

#### Yogyakarta (territoire spécial)
Le territoire spécial de Yogyakarta est subdivisé en 4 kabupaten et 1 kota.
| Nom          | Type      | Chef-lieu   |
| ------------ | --------- | ----------- |
| Bantul (en)  | Kabupaten | Bantul (en) |
| Gunung Kidul | Kabupaten | Wonosari    |
| Kulon Progo  | Kabupaten | Wates       |
| Sleman       | Kabupaten | Sleman      |
| Yogyakarta   | Kota      | —           |

### Archipel des Moluques

#### Moluques
La province des Moluques est subdivisée en 9 kabupaten et 2 kota.
| Nom                              | Type      | Chef-lieu |
| -------------------------------- | --------- | --------- |
| Ambon                            | Kota      | —         |
| Buru                             | Kabupaten | Namlea    |
| Buru du Sud                      | Kabupaten | Namrole   |
| Îles Aru                         | Kabupaten | Dobo      |
| Moluques du Sud-Ouest            | Kabupaten | Tiakur    |
| Moluques centrales               | Kabupaten | Masohi    |
| Moluques du Sud-Est              | Kabupaten | Tual      |
| Moluques du Sud-Est occidentales | Kabupaten | Saumlaki  |
| Seram Bagian occidental          | Kabupaten | Piru      |
| Seram Bagian oriental            | Kabupaten | Bula      |
| Tual                             | Kota      | —         |

#### Moluques du Nord
La province des Moluques du Nord est subdivisée en 7 kabupaten et 2 kota.
| Nom                  | Type      | Chef-lieu       |
| -------------------- | --------- | --------------- |
| Halmahera occidental | Kabupaten | Jailolo         |
| Halmahera du Sud     | Kabupaten | Labuha          |
| Halmahera central    | Kabupaten | Weda            |
| Halmahera oriental   | Kabupaten | Maba            |
| Halmahera du Nord    | Kabupaten | Tobelo          |
| Îles Sula            | Kabupaten | Sanana          |
| Morotai              | Kabupaten | Morotai Selatan |
| Ternate              | Kota      | Ternate         |
| Tidore               | Kota      | Soasio          |

### Îles de Nouvelle-Guinée occidentale

#### Papouasie (province à statut spécial)
La province à statut spécial de Papouasie est subdivisée en 8 kabupaten et 1 kota.
| Nom            | Type      | Chef-lieu   |
| -------------- | --------- | ----------- |
| Biak Numfor    | Kabupaten | Biak        |
| Jayapura       | Kabupaten | Sentani     |
| Jayapura       | Kota      | —           |
| Keerom         | Kabupaten | Waris       |
| Mamberamo Raya | Kabupaten | Burmeso     |
| Sarmi          | Kabupaten | Sarmi       |
| Supiori        | Kabupaten | Sorendiweri |
| Waropen        | Kabupaten | Botawa      |
| Îles Yapen     | Kabupaten | Serui       |

#### Papouasie centrale (province à statut spécial)
La province à statut spécial de Papouasie centrale est subdivisée en 8 kabupaten.
| Nom         | Type      | Chef-lieu |
| ----------- | --------- | --------- |
| Deiyai      | Kabupaten | Tigi      |
| Dogiyai     | Kabupaten | Kigamani  |
| Intan Jaya  | Kabupaten | Sugapa    |
| Mimika      | Kabupaten | Timika    |
| Nabire      | Kabupaten | Nabire    |
| Paniai      | Kabupaten | Enarotali |
| Puncak      | Kabupaten | Ilaga     |
| Puncak Jaya | Kabupaten | Kotamulia |

#### Papouasie des hautes terres (province à statut spécial)
La province à statut spécial de Papouasie des hautes terres est subdivisée en 8 kabupaten.
| Nom               | Type      | Chef-lieu |
| ----------------- | --------- | --------- |
| Jayawijaya        | Kabupaten | Wamena    |
| Lanny Jaya        | Kabupaten | Tiom      |
| Mamberamo central | Kabupaten | Kobakma   |
| Monts Bintang     | Kabupaten | Oksibil   |
| Nduga             | Kabupaten | Kenyam    |
| Tolikara          | Kabupaten | Karubaga  |
| Yahukimo          | Kabupaten | Sumohai   |
| Yalimo            | Kabupaten | Elelim    |

#### Papouasie méridionale (province à statut spécial)
La province à statut spécial de Papouasie méridionale est subdivisée en 4 kabupaten.
| Nom          | Type      | Chef-lieu   |
| ------------ | --------- | ----------- |
| Asmat        | Kabupaten | Agats       |
| Boven Digoel | Kabupaten | Tanah Merah |
| Mappi        | Kabupaten | Kepi        |
| Merauke      | Kabupaten | Merauke     |

#### Papouasie occidentale (province à statut spécial)
La province à statut spécial de Papouasie occidentale est subdivisée en 5 kabupaten.
| Nom             | Type      | Chef-lieu |
| --------------- | --------- | --------- |
| Fakfak          | Kabupaten | Fak-Fak   |
| Kaimana         | Kabupaten | Kaimana   |
| Manokwari       | Kabupaten | Manokwari |
| Baie de Bintuni | Kabupaten | Bintuni   |
| Baie de Wondama | Kabupaten | Rasiei    |

#### Papouasie du Sud-Ouest (province à statut spécial)
La province à statut spécial de Papouasie du Sud-Ouest est subdivisée en 5 kabupaten et 1 kota.
| Nom           | Type      | Chef-lieu  |
| ------------- | --------- | ---------- |
| Maybrat       | Kabupaten | Kumurkek   |
| Raja Ampat    | Kabupaten | Waisai     |
| Sorong        | Kabupaten | Sorong     |
| Sorong        | Kota      | —          |
| Sorong du Sud | Kabupaten | Teminabuan |
| Tambrauw      | Kabupaten | Fef        |

### Petites îles de la Sonde

#### Bali
La province de Bali est subdivisée en 8 kabupaten et 1 kota.
| Nom        | Type      | Chef-lieu  |
| ---------- | --------- | ---------- |
| Badung     | Kabupaten | Mengwi     |
| Bangli     | Kabupaten | Bangli     |
| Buleleng   | Kabupaten | Singaraja  |
| Denpasar   | Kota      | —          |
| Gianyar    | Kabupaten | Gianyar    |
| Jembrana   | Kabupaten | Negara     |
| Karangasem | Kabupaten | Amlapura   |
| Klungkung  | Kabupaten | Semarapura |
| Tabanan    | Kabupaten | Tabanan    |

#### Petites îles de la Sonde occidentales
La province des petites îles de la Sonde occidentales est subdivisée en 8 kabupaten et 2 kota.
| Nom                | Type      | Chef-lieu     |
| ------------------ | --------- | ------------- |
| Bima               | Kabupaten | Raba          |
| Bima               | Kota      | —             |
| Dompu              | Kabupaten | Dompu         |
| Lombok occidental  | Kabupaten | Mataram       |
| Lombok central     | Kabupaten | Praya         |
| Lombok oriental    | Kabupaten | Selong        |
| Lombok du Nord     | Kabupaten | Tanjung       |
| Mataram            | Kota      | —             |
| Sumbawa            | Kabupaten | Sumbawa Besar |
| Sumbawa occidental | Kabupaten | Taliwang      |

#### Petites îles de la Sonde orientales
La province des petites îles de la Sonde orientales est subdivisée en 20 kabupaten et 1 kota.
| Nom                  | Type      | Chef-lieu   |
| -------------------- | --------- | ----------- |
| Alor                 | Kabupaten | Kalabahi    |
| Belu                 | Kabupaten | Atambua     |
| Ende                 | Kabupaten | Ende        |
| Florès oriental      | Kabupaten | Larantuka   |
| Kupang               | Kabupaten | Kupang      |
| Lembata              | Kabupaten | Lewoleba    |
| Manggarai            | Kabupaten | Ruteng      |
| Manggarai oriental   | Kabupaten | Borong      |
| Manggarai occidental | Kabupaten | Labuan Bajo |
| Nagekeo              | Kabupaten | Mbay        |
| Ngada                | Kabupaten | Najawa      |
| Rote Ndao            | Kabupaten | Ba'a        |
| Sabu Raijua          | Kabupaten | Sabu Barat  |
| Sikka                | Kabupaten | Maumere     |
| Sumba central        | Kabupaten | Waibakul    |
| Sumba occidental     | Kabupaten | Waikabubak  |
| Sumba oriental       | Kabupaten | Waingapu    |
| Sumba du Sud-Ouest   | Kabupaten | Tambolaka   |
| Timor central Sud    | Kabupaten | Soe         |
| Timor central Nord   | Kabupaten | Kefamenanu  |
| Kupang               | Kota      |             |

### Archipel des Célèbes (ou Sulawesi)

#### Gorontalo
La province de Gorontalo est subdivisée en 5 kabupaten et 1 kota.
| Nom               | Type      | Chef-lieu |
| ----------------- | --------- | --------- |
| Boalemo           | Kabupaten | Tilamuta  |
| Bone Bolango      | Kabupaten | Suwawa    |
| Gorontalo         | Kabupaten | Gorontalo |
| Gorontalo         | Kota      | —         |
| Pohuwato          | Kabupaten | Marisa    |
| Gorontalo du Nord | Kabupaten | Kwandang  |

#### Sulawesi central
La province de Sulawesi central est subdivisée en 9 kabupaten et 1 kota.
| Nom            | Type      | Chef-lieu     |
| -------------- | --------- | ------------- |
| Banggai        | Kabupaten | Luwuk         |
| Îles Banggai   | Kabupaten | Banggai       |
| Buol           | Kabupaten | Buol          |
| Donggala       | Kabupaten | Donggala      |
| Morowali       | Kabupaten | Bungku        |
| Palu           | Kota      | —             |
| Parigi Moutong | Kabupaten | Parigi        |
| Poso           | Kabupaten | Poso          |
| Sigi           | Kabupaten | Sigi Biromaru |
| Tojo Una-Una   | Kabupaten | Ampana        |
| Toli-Toli      | Kabupaten | Toli-Toli     |

#### Sulawesi du Nord
La province de Sulawesi du Nord est subdivisée en 11 kabupaten et 4 kota.
| Nom                         | Type      | Chef-lieu   |
| --------------------------- | --------- | ----------- |
| Bitung                      | Kota      | —           |
| Bolaang Mongondow           | Kabupaten | Kotamobagu  |
| Bolaang Mongondow du Sud    | Kabupaten | Bolaang Uki |
| Bolaang Mongondow oriental  | Kabupaten | Tutuyan     |
| Bolaang Mongondow du Nord   | Kabupaten | Boroko      |
| Kotamobagu                  | Kota      | —           |
| Manado                      | Kota      | —           |
| Minahasa                    | Kabupaten | Tondano     |
| Minahasa du Sud             | Kabupaten | Amurang     |
| Minahasa du Sud-Est         | Kabupaten | Ratahan     |
| Minahasa du Nord            | Kabupaten | Airmadidi   |
| Îles Sangihe                | Kabupaten | Tahuna      |
| Îles Siau Tagulandang Biaro | Kabupaten | Ondong      |
| Îles Talaud                 | Kabupaten | Melonguane  |
| Tomohon                     | Kota      | —           |

#### Sulawesi occidental
La province de Sulawesi occidental est subdivisée en 5 kabupaten. Elle ne comporte aucun kota.
| Nom             | Type      | Chef-lieu  |
| --------------- | --------- | ---------- |
| Majene          | Kabupaten | Majene     |
| Mamasa          | Kabupaten | Mamasa     |
| Mamuju          | Kabupaten | Mamuju     |
| Mamuju du Nord  | Kabupaten | Pasangkayu |
| Polewali Mandar | Kabupaten | Polewali   |

#### Sulawesi du Sud
La province de Sulawesi du Sud est subdivisée en 21 kabupaten et 3 kota.
| Nom                    | Type      | Chef-lieu     |
| ---------------------- | --------- | ------------- |
| Bantaeng               | Kabupaten | Bantaeng      |
| Barru                  | Kabupaten | Barru         |
| Bone                   | Kabupaten | Watampone     |
| Bulukumba              | Kabupaten | Bulukumba     |
| Enrekang               | Kabupaten | Enrekang      |
| Gowa                   | Kabupaten | Sungguminasa  |
| Jeneponto              | Kabupaten | Jeneponto     |
| Luwu                   | Kabupaten | Palopo        |
| Luwu oriental          | Kabupaten | Malili        |
| Luwu du Nord           | Kabupaten | Masamba       |
| Makassar               | Kota      | —             |
| Maros                  | Kabupaten | Maros         |
| Palopo                 | Kota      | —             |
| Pangkajene et les îles | Kabupaten | Pangkajene    |
| Pare-Pare              | Kota      | —             |
| Pinrang                | Kabupaten | Pinrang       |
| Îles Selayar           | Kabupaten | Benteng       |
| Sinjai                 | Kabupaten | Sidenreng     |
| Sidenreng Rappang      | Kabupaten | Sidenreng     |
| Soppeng                | Kabupaten | Watan Soppeng |
| Takalar                | Kabupaten | Takalar       |
| Tana Toraja            | Kabupaten | Makale        |
| Toraja du Nord         | Kabupaten | Rantepao      |
| Wajo                   | Kabupaten | Sengkang      |

#### Sulawesi du Sud-Est
La province de Sulawesi du Sud-Est est subdivisée en 10 kabupaten et 2 kota.
| Nom            | Type      | Chef-lieu   |
| -------------- | --------- | ----------- |
| Bau-Bau        | Kota      | —           |
| Bombana        | Kabupaten | Rumbia      |
| Buton          | Kabupaten | Bau-Bau     |
| Kendari        | Kota      | —           |
| Kolaka         | Kabupaten | Kolaka      |
| Kolaka du Nord | Kabupaten | Lasusua     |
| Konawe         | Kabupaten | Unaaha      |
| Konawe du Sud  | Kabupaten | Andolo      |
| Muna           | Kabupaten | Raha        |
| Îles Wakatobi  | Kabupaten | Wangi-Wangi |
| Buton du Nord  | Kabupaten | Burangga    |
| Konawe du Nord | Kabupaten | Wanggudu    |

### Archipel de Sumatra

#### Aceh (province à statut spécial)
La province à statut spécial d'Aceh est subdivisée en 18 kabupaten (appelés localement sagoe) et 5 kota (appelés localement banda).
| Nom               | Type      | Chef-lieu             |
| ----------------- | --------- | --------------------- |
| Aceh occidental   | Kabupaten | Meulaboh              |
| Aceh du Sud-Ouest | Kabupaten | Blangpidie            |
| Aceh Besar        | Kabupaten | Jantho                |
| Aceh Jaya         | Kabupaten | Calang                |
| Aceh du Sud       | Kabupaten | Tapaktuan             |
| Aceh Singkil      | Kabupaten | Singkil               |
| Aceh Tamiang      | Kabupaten | Karang Baru           |
| Aceh central      | Kabupaten | Takengon              |
| Aceh du Sud-Est   | Kabupaten | Kutacane              |
| Aceh oriental     | Kabupaten | Langsa                |
| Aceh du Nord      | Kabupaten | Lhokseumawe           |
| Bener Meriah      | Kabupaten | Simpang Tiga Redelong |
| Bireuen           | Kabupaten | Bireuen               |
| Gayo Lues         | Kabupaten | Blangkejeren          |
| Nagan Raya        | Kabupaten | Suka Makmue           |
| Pidie             | Kabupaten | Sigli                 |
| Pidie Jaya        | Kabupaten | Meureudu              |
| Simeulue          | Kabupaten | Sinabang              |
| Banda Aceh        | Kota      |                       |
| Langsa            | Kota      |                       |
| Lhokseumawe       | Kota      |                       |
| Sabang            | Kota      |                       |
| Subulussalam      | Kota      |                       |

#### Îles Bangka Belitung
La province des îles Bangka Belitung est subdivisée en 6 kabupaten et 1 kota.
| Nom               | Type      | Chef-lieu      |
| ----------------- | --------- | -------------- |
| Bangka            | Kabupaten | Sungailiat     |
| Bangka occidental | Kabupaten | Mentok         |
| Bangka central    | Kabupaten | Toboali        |
| Bangka du Sud     | Kabupaten | Koba           |
| Belitung          | Kabupaten | Tanjung Pandan |
| Belitung oriental | Kabupaten | Manggar        |
| Pangkal Pinang    | Kota      | —              |

#### Bengkulu
La province de Bengkulu est subdivisée en 9 kabupaten et 1 kota.
| Nom              | Type      | Chef-lieu     |
| ---------------- | --------- | ------------- |
| Bengkulu         | Kota      | —             |
| Bengkulu central | Kabupaten | Karang Tinggi |
| Bengkulu du Nord | Kabupaten | Arga Makmur   |
| Bengkulu du Sud  | Kabupaten | Manna (de)    |
| Kaur             | Kabupaten | Bintuhan      |
| Kepahiang        | Kabupaten | Kepahiang     |
| Lebong           | Kabupaten | Muara Aman    |
| Mukomuko         | Kabupaten | Mukomuko      |
| Rejang Lebong    | Kabupaten | Curup         |
| Seluma           | Kabupaten | Tais          |

#### Jambi
La province de Jambi est subdivisée en 9 kabupaten et 2 kota.
| Nom                       | Type      | Chef-lieu     |
| ------------------------- | --------- | ------------- |
| Batang Hari               | Kabupaten | Muara Bulian  |
| Bungo                     | Kabupaten | Bungo         |
| Jambi                     | Kota      | —             |
| Kerinci                   | Kabupaten | Sungai Penuh  |
| Merangin                  | Kabupaten | Bangko        |
| Muaro Jambi               | Kabupaten | Sengeti       |
| Sarolangun                | Kabupaten | Sarolangun    |
| Sungai Penuh              | Kota      | —             |
| Tanjung Jabung oriental   | Kabupaten | Kuala Tungkal |
| Tanjung Jabung occidental | Kabupaten | Muara Sabak   |
| Tebo                      | Kabupaten | Tebo          |

#### Lampung
La province de Lampung est subdivisée en 12 kabupaten et 2 kota.
| Nom                      | Type      | Chef-lieu            |
| ------------------------ | --------- | -------------------- |
| Bandar Lampung           | Kota      | —                    |
| Lampung occidental       | Kabupaten | Liwa                 |
| Lampung du Sud           | Kabupaten | Kalianda             |
| Lampung central          | Kabupaten | Gunung Sugih         |
| Lampung oriental         | Kabupaten | Sukadana             |
| Lampung du Nord          | Kabupaten | Kotabumi             |
| Mesuji                   | Kabupaten | ?                    |
| Metro                    | Kota      | —                    |
| Pesawaran                | Kabupaten | Gedong Tataan        |
| Pringsewu                | Kabupaten | Pringsewu            |
| Tanggamus                | Kabupaten | Kota Agung           |
| Tulang Bawang            | Kabupaten | Menggala             |
| Tulang Bawang occidental | Kabupaten | Tulang Bawang Tengah |
| Way Kanan                | Kabupaten | Blambangan Umpu      |

#### Riau
La province de Riau est subdivisée en 10 kabupaten et 2 kota.
| Nom              | Type      | Chef-lieu          |
| ---------------- | --------- | ------------------ |
| Bengkalis        | Kabupaten | Bengkalis          |
| Dumai            | Kota      | —                  |
| Indragiri Hilir  | Kabupaten | Tembilahan         |
| Indragiri Hulu   | Kabupaten | Rengat             |
| Kampar           | Kabupaten | Bangkinang         |
| Îles Meranti     | Kabupaten | Selatpanjang       |
| Kuantan Singingi | Kabupaten | Teluk Kuantan      |
| Pekanbaru        | Kota      | —                  |
| Pelalawan        | Kabupaten | Pangkalan Kerinci  |
| Rokan Hulu       | Kabupaten | Pasir Pangaraian   |
| Rokan Hilir      | Kabupaten | Ujung Tanjung      |
| Siak             | Kabupaten | Siak Sri Indrapura |

#### Îles Riau
La province des îles Riau est subdivisée en 5 kabupaten et 2 kota.
| Nom           | Type      | Chef-lieu             |
| ------------- | --------- | --------------------- |
| Batam         | Kota      | —                     |
| Bintan        | Kabupaten | Bandar Seri Bentan    |
| Karimun       | Kabupaten | Tanjung Balai Karimun |
| Îles Anambas  | Kabupaten | Tarempa               |
| Îles Lingga   | Kabupaten | Daik                  |
| Îles Natuna   | Kabupaten | Ranai                 |
| Tanjungpinang | Kota      | —                     |

#### Sumatra du Nord
La province de Sumatra du Nord est subdivisée en 25 kabupaten et 8 kota.
| Nom                  | Type      | Chef-lieu        |
| -------------------- | --------- | ---------------- |
| Asahan               | Kabupaten | Kisaran          |
| Batubara             | Kabupaten | Limapuluh        |
| Binjai               | Kota      | —                |
| Dairi                | Kabupaten | Sidikalang       |
| Deli Serdang         | Kabupaten | Lubukpakam       |
| Gunungsitoli         | Kota      | —                |
| Humbang Hasundutan   | Kabupaten | Dolok Sanggul    |
| Karo                 | Kabupaten | Kabanjahe        |
| Labuhan Batu         | Kabupaten | Rantauprapat     |
| Labuhanbatu du Sud   | Kabupaten | Kota Pinang      |
| Labuhanbatu du Nord  | Kabupaten | Aek Kanopan      |
| Langkat              | Kabupaten | Stabat           |
| Mandailing Natal     | Kabupaten | Penyabungan      |
| Medan                | Kota      | —                |
| Nias                 | Kabupaten | Gunungsitoli     |
| Nias occidental      | Kabupaten | Lahomi           |
| Nias du Sud          | Kabupaten | Teluk Dalam      |
| Nias du Nord         | Kabupaten | Lotu             |
| Padang Lawas         | Kabupaten | Sibuhuan         |
| Padang Lawas du Nord | Kabupaten | Gunung Tua       |
| Padang Sidempuan     | Kota      | —                |
| Pakpak occidental    | Kabupaten | Salak            |
| Pematangsiantar      | Kota      | —                |
| Samosir              | Kabupaten | Balige           |
| Serdang Bedagai      | Kabupaten | Sei Rampah       |
| Sibolga              | Kota      | —                |
| Simalungun           | Kabupaten | Pematangsiantar  |
| Tanjung Balai        | Kota      | —                |
| Tapanuli du Sud      | Kabupaten | Padang Sidempuan |
| Tapanuli central     | Kabupaten | Sibolga          |
| Tapanuli du Nord     | Kabupaten | Tarutung         |
| Tebing Tinggi        | Kota      | —                |
| Toba Samosir         | Kabupaten | Balige           |

#### Sumatra occidental
La province de Sumatra occidental est subdivisée en 12 kabupaten et 7 kota.
| Nom                  | Type      | Chef-lieu       |
| -------------------- | --------- | --------------- |
| Agam                 | Kabupaten | Lubuk Basung    |
| Bukittinggi          | Kota      | —               |
| Dharmasraya          | Kabupaten | Pulau Punjung   |
| Limapuluh Koto       | Kabupaten | Payakumbuh      |
| Îles Mentawai        | Kabupaten | Tua Pejat       |
| Padang               | Kota      | —               |
| Padang Panjang       | Kota      | —               |
| Padang Pariaman      | Kabupaten | Pariaman        |
| Pariaman             | Kota      | —               |
| Pasaman              | Kabupaten | Lubuk Sikaping  |
| Pasaman occidental   | Kabupaten | Simpang Empat   |
| Payakumbuh           | Kota      | —               |
| Pesisir du Sud       | Kabupaten | Painan          |
| Sawahlunto           | Kota      | —               |
| Sawahlunto Sijunjung | Kabupaten | Muaro Sijunjung |
| Solok                | Kota      | —               |
| Solok                | Kabupaten | Solok           |
| Solok du Sud         | Kabupaten | Padang Aro      |
| Tanah Datar          | Kabupaten | Batusangkar     |

#### Sumatra du Sud
La province de Sumatra du Sud est subdivisée en 11 kabupaten et 4 kota.
| Nom                        | Type      | Chef-lieu         |
| -------------------------- | --------- | ----------------- |
| Banyuasin                  | Kabupaten | Pangkalan Balai   |
| Empat Lawang               | Kabupaten | Tebing Tinggi     |
| Lahat                      | Kabupaten | Lahat             |
| Lubuklinggau               | Kota      | —                 |
| Muara Enim                 | Kabupaten | Muara Enim        |
| Musi Banyuasin             | Kabupaten | Sekayu            |
| Musi Rawas                 | Kabupaten | Muara Beliti Baru |
| Ogan Ilir                  | Kabupaten | Indralaya         |
| Ogan Komering Ilir         | Kabupaten | Kayuagung         |
| Ogan Komering Ulu          | Kabupaten | Baturaja          |
| Ogan Komering Ulu oriental | Kabupaten | Martapura         |
| Ogan Komering Ulu du Sud   | Kabupaten | Muaradua          |
| Pagar Alam                 | Kota      | —                 |
| Palembang                  | Kota      | —                 |
| Prabumulih                 | Kota      | —                 |